# Piriform
Piriform là một công ty phần mềm tư nhân có trụ sở tại West End, Luân Đôn, Vương quốc Liên hiệp Anh. Công ty chuyên phát triển phần mềm cho hệ điều hành Microsoft Windows, hiện tại bao gồm CCleaner, Recuva, Defraggler, và Speccy. Công ty được mua lại bởi Avast vào năm 2017.
Từ Piriform có nghĩa là "hình dáng như một trái lê", gần giống như nói đến cụm từ "trở thành hình trái lê".